# Let Your Dim Light Shine
Let Your Dim Light Shine is een muziekalbum van de Amerikaanse rockband Soul Asylum en de opvolger van het album Grave Dancers Union, maar het wist het succes van de vorige plaat niet te behalen. De band had wel nog een hitje met "Misery", dat later geparodieerd werd door Weird Al Yankovic als "Syndicated Inc.".
Het was het eerste album waarop Sterling Campbell ook officieel drummer was, ook al speelde hij al een aantal nummers van Grave Dancers Union in. Trini Alvarado zong mee in drie nummers. In de video voor "Just Like Anyone" speelde Claire Danes. Het nummer "Misery" werd gebruikt aan het einde van de film Clerks II. De band zelf was niet bepaald tevreden met de gang van zaken rond Let Your Dim Light Shine, omdat platenlabel Columbia Records zich steeds mengde in het creatieve proces.

## Nummers
1. Misery – 4:24
2. Shut Down – 2:51
3. To My Own Devices – 2:59
4. Hopes Up – 3:45
5. Promises Broken – 3:14
6. Bittersweetheart – 3:34
7. String of Pearls – 4:56
8. Crawl – 4:00
9. Caged Rat – 3:03
10. Eyes of a Child – 3:35
11. Just Like Anyone – 2:47
12. Tell Me When – 3:42
13. Nothing to Write Home About – 3:14
14. I Did My Best – 3:46